# Восточний (Усть-Калманський район)
Восто́чний (рос. Восточный) — селище у складі Усть-Калманського району Алтайського краю, Росія. Входить до складу Приозерної сільської ради.

## Населення
Населення — 191 особа (2010; 301 у 2002).
Національний склад (станом на 2002 рік):
- росіяни — 97 %